# كلورس ذو زهرة ونصف
كلورس ذو زهرة ونصف (الاسم العلمي:Chloris sesquiflora) هو نوع من النباتات يتبع جنس الكلورس من الفصيلة النجيلية.